# Tornado
Tornado je močan vrtinčast nevihtni veter, za katerega je značilen vrtinčasti oblak v obliki dimnika. Beseda »tornado« prihaja iz španskega ali portugalskega glagola tornador, ki pomeni »obračati, vrteti«. Pojavi se lahko v nevihtah po vsem svetu, čeprav se najbolj pogosto pojavlja na ameriškem Srednjem Zahodu in Jugu, še posebej med Skalnim gorovjem in Apalači.
Ponavadi je kratkotrajen, a zelo uničevalen. 
Moč tornada izražamo z Fujitovo lestvico, ki ima stopnje od F1, ki povzroči manjšo škodo, do F5, ki izbriše z obličja Zemlje, vse kar je na njegovi poti.

## Značilnosti
Tornadi so lijakasti zračni vrtinci, ki se raztezajo od tal do nevihtnega oblaka. Njihov premer je po navadi nekaj 10 m, izjemoma pa so lahko veliki tudi nekaj 100 m. Ohranijo se samo nekaj minut, najmočnejši pa se lahko ohranijo tudi nekaj ur. V tem času prepotujejo nekaj km, v izjemnih primerih pa tudi 100 km in več. Gibljejo se relativno hitro, tj. s hitrostimi okoli 55 km/h. Največja zabeležena hitrost je kar 240 km/h, medtem ko lahko vetrovi v notranjosti vrtinca dosežejo hitrosti preko 500 km/h. Tornadi najpogosteje nastajajo nad kopnim. V primeru da nastanejo tornadi nad morjem ali pa nad jezerom, jih imenujemo vodne trombe. Največje možnosti za nastanek imajo tornadi nad obširnim ravninskim območjem Združenih držav Amerike, ki se razteza od Mehiškega zaliva do meje s Kanado. Dosti jih srečujemo tudi v Avstraliji, nekaj pa jih lahko zasledimo tudi v Evropi in drugih delih sveta. V Nemčiji opazijo približno deset tornadov na leto. Zadnji zabeležen tornado v Sloveniji je bil leta 1986 na Notranjskem v okolici Hotedršice. Hitrost vetra v tem tornadu je bila 216 km/h. Ob hrvaškem primorju pa velikokrat nastanejo vodne trombe. 
Tornadi povzročijo tudi kar precejšnjo materialno škodo. V ZDA so v obdobju od 1985 do leta 2004 povzročili 65 milijard dolarjev škode, kar je povprečno 3,25 milijarde dolarjev letno. Tam letno zabeležijo okoli 800 tornadov. Leta 2003 so v času med 2. in 11. majem v 19 zveznih državah zabeležili kar 430 tornadov, leta 1974 pa je po ZDA v 12 urah divjalo kar 148 tornadov.
Druge oblike tornada
- Vodna tromba
- Prašni vrtinec

## Nastanek tornadov
Nastanek tornadov je močno povezan z nastankom nevihtnih supercelic. To so precej veliki nevihtni oblaki, ki jim pravimo kumulonimbusi, ki segajo kar 15 km visoko. Vrtijo se okoli navpične osi, zrak v njihovem središču pa se vrtinči in dviga. Idealne razmere za nastanek supercelic so nad že prej omenjenimi ravninskimi območji ZDA. Ta območja se imenujejo Tornado Alley.
Supercelice nastajajo ob srečanju toplega, vlažnega zraka iz mehiškega zaliva, ki pri tleh priteka od juga proti severu, in hladnega, suhega zraka, ki v višinah priteka preko Skalnega gorovja z zahoda. Supercelica nastane iz običajne celice s kumulonimbusom takrat, ko hladen vzdolnik, ki nastane zaradi padavin v nevihti, povzroči, da se suh, hladen zrak iz višin premeša z vlažnim, toplim zrakom pri tleh. Posledica tega je, da se smer in velikost hitrosti vetra spreminjata z višino, kar imenujemo vetrovno striženje v navpični smeri. To povzroči vrtinčnost v vodoravni smeri. Ker pa skozi središče nevihtne celice vedno poteka dviganje zračnih mas oz. vzgornik, se prvotna vodoravna vrtinčnost obrne v navpično, kar poveča vrtenje celotnega osredjega območja supercelice – mezociklona.
Prvi mehanizem nastanka tornada
Tu je najpomembnejša vzpostavitev kroženja zračnih mas pri tleh in nastane zaradi vetrov v različnih smereh, lahko pa tudi kot posledica krajevnih padavin pod nevihtno celico. Te nad tlemi ustvarijo krajevno znižanje tlaka. To povzroči kroženje zračnih mas pri tleh na velikem, šibkem območju. Zaradi viskoznega trenja med zračnimi masami prične zrak nad tlemi pihati prečno na izobare v smeri proti nižjemu tlaku in ne več vzdolž izobar. Zaradi tega se začnejo zračne mase stekati na vedno manjše območje v obliki šibkega vrtinca. Posledica tega je, da začnejo zračne mase hitreje krožiti. Če se ta vrtinec združi z močnim vzgornikom nevihtne celice, nastane tornado. Kadar se vrti tudi mezociklon oziroma središče nevihtne celice, so hitrosti vetra v tornadu večje. Tornadi prvega mehanizma so precej vitki in visoki. Ponavadi nastajajo tam, kjer je oblak precej visoko, tako da ne pride do neposredne interakcije med tlemi in oblaki. Tornado prvega mehanizma lahko nastane tudi v primeru, da se nevihtna celica sploh ne vrti. Tako nastajajo predvsem vodne trombe.
Drugi mehanizem nastanka tornada
Pri tem mehanizmu je najpomembnejše za nastanek tornada vrtenje nevihtne supercelice, ki nastane pod vplivom močnih strižnih vetrov v višinah. To je vzrok za krajevno znižanje tlaka v središču zgornje plasti supercelice. To zagotovi kroženje zračnih mas s premerom od 10 do 20 km. Zaradi viskoznosti zraka se vrtenje prenaši iz višjih plasti navzdol. Osrednji krožeči stolpec se lahko razteza tudi pod oblake, kar imenujemo oblačni zid. Če je oblak zelo blizu tlom, začne prihajati do izraza vpliv trenja s tlemi. Zaradi tega se začne zrak stekati proti središču vrtinca in se hkrati vrtinčiti. Ko se tak vrtinec dotakne tal, nastane tornado. Zaradi močno znižanega tlaka se v središču vrtinca in znotraj celotnega vrtečega se stolpca supercelice zrak dviga. Tlak znotraj vrtinca je lahko od 200 do 250 milibarov nižji od tlaka v okolici. Takšne razlike v zračnem tlaku lahko povzročijo eksplozije hiš. Ker so tornadi precej široki, se velikokrat razcepijo na več manjših tornadov okoli glavnega tornada. Obstanejo kar dolgo časa, kako uro, najmočnejši pa tudi nekaj ur in prepotujejo lahko do 100 km. So zelo nizki in precej široki.

## Moč tornada
Profesor T. Theodore Fujita, priznan strokovnjak s področja raziskovanja tornadov, je v poznih 60. letih, sestavil petstopenjsko lestvico za razvrstitev tornadov na podlagi hitrosti vetra ter škode, ki jo povzročijo. Po njem je lestvica tudi dobila ime. Ima tri kategorije:
- šibki  (F1)
- močni (F2, F3)
- uničujoči (F4, F5)

## Galerija
- Tornado v bližini mesta Seymour, Teksas, aprila 1979.
- Dozorelo stanje tornada, ki je zadel mesto Union City, Oklahoma, 24. maja 1973.
- Radarska slika klasične tornadne supercelice v bližini mesta  Oklahoma City, Oklahoma, 3. maja 1999.
- Tornado jakosti F5 se bliža naselju Elie, Manitoba, 22. junija 2007.
- Tornado, južno od kraja Anadarko, Oklahoma, 3. maja 1999.
- Redek tornado jakosti F0 v končni fazi nad severnim morjem v bližini Vrångö, Švedska, 17. julija 2011.
- Domovanje, ki ga je porušil tornado jakosti F3 v Forneyu, Texas.